# I Hate Boys
I Hate Boys – piosenka electropopowa stworzona na szósty album studyjny amerykańskiej piosenkarki Christiny Aguilery pt. Bionic (2010). Wyprodukowany przez Polow da Dona, utwór wydany został wyłącznie w Australii i Nowej Zelandii jako czwarty, ostatni singel promujący krążek dnia 3 września 2010 roku. Jest to wydawnictwo promocyjne.
Podobnie jak niektóre inne piosenki z repertuaru Aguilery, „I Hate Boys” porusza kwestię kobiecej siły, służąc za feministyczny hymn. Tekst piosenki dotyczy rzekomej nienawiści wykonawczyni do przedstawicieli płci męskiej. Odbiór utworu przez krytyków muzycznych był mieszany, a kompozycja zyskała tak negatywne, jak i pozytywne recenzje. Wśród głosów krytyki dominowały opinie o niedojrzałym tonie piosenki, niepasującym do wykonawczyni. Singel nie był promowany medialnie, przez co minął się z sukcesem komercyjnym. Zestawiony był na listach przebojów airplayowych Australii i Oceanii, zajął też pozycję w Top 10 w indonezyjskim notowaniu singli.

## Informacje o utworze

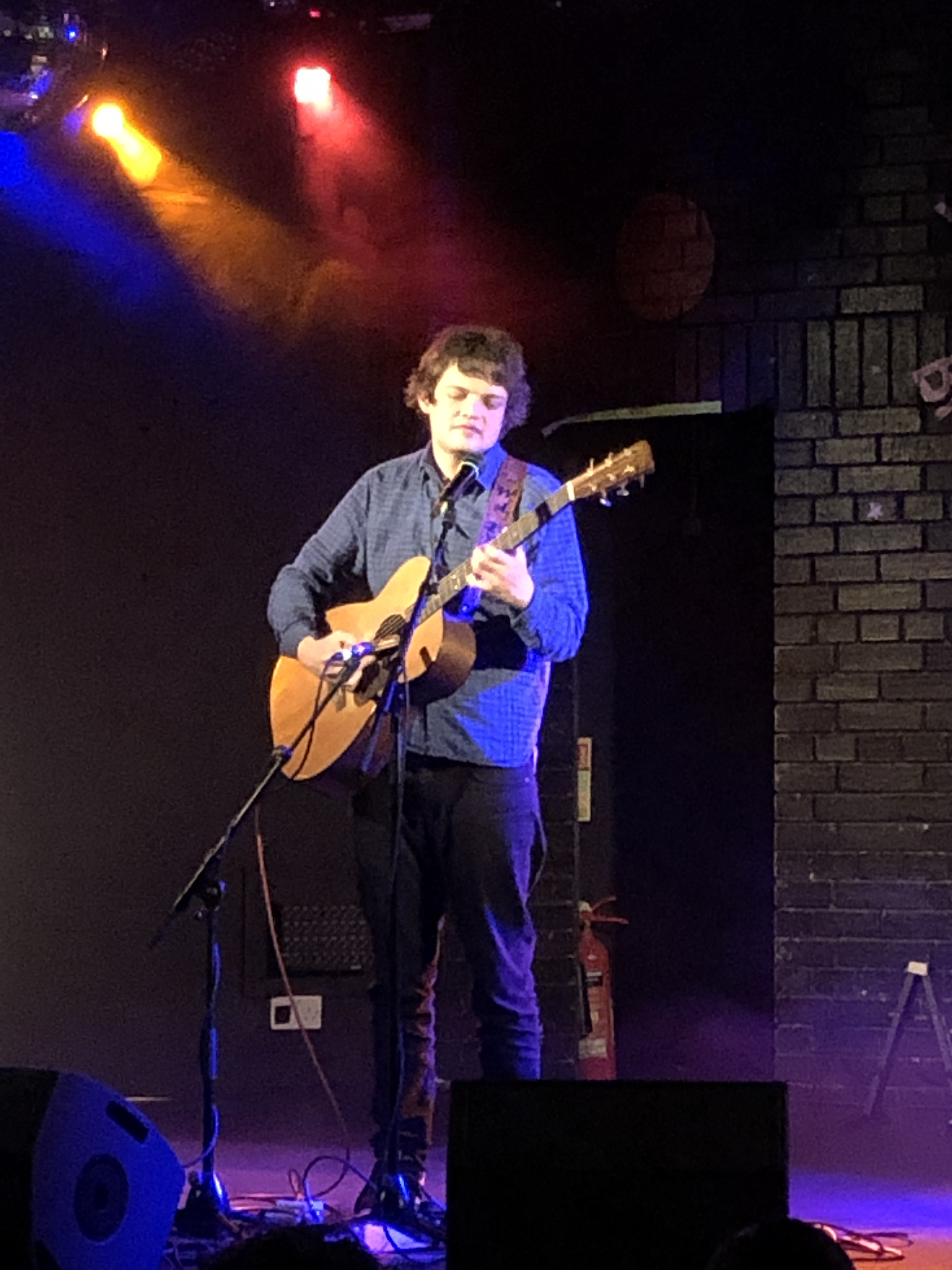
Współautor piosenki William Tyler.

„I Hate Boys” to piosenka popowa, łącząca w sobie elementy muzyki elektronicznej. Autorami utworu są Christina Aguilera, Polow da Don (odpowiedzialny także za jego produkcję), Ester Dean, William Tyler, Bill Wellings i J.J. Hunter. Polow da Don wspólnie z Dean stworzył, a także samodzielnie wyprodukował pierwszy singel z płyty Bionic, „Not Myself Tonight”. Utwór zawiera sampel ze szlagiera „Jungle Juice” brytyjskiej grupy muzycznej Elektrik Cokernut (1973). Kompozycję nagrywano w dwóch kalifornijskich studiach: No Excuses w Los Angeles oraz The Red Lips Room, osobistej pracowni Aguilery w jej posiadłości w Beverly Hills. W drugim studio zarejestrowano wokale piosenkarki. Oryginalnie produkcją „I Hate Boys” miała zająć się grupa muzyczna Le Tigre, a członkini formacji, Johanna Fateman, z ekscytacją wypowiadała się na temat proponowanej współpracy. Niedługo później ujawniono, że pieczę nad projektem otoczył Polow da Don, a jedyny utwór zrealizowany na Bionic przez Le Tigre to „My Girls”, nagrany z piosenkarką Peaches na featuringu. Wypowiadając się na temat kolaboracji z Aguilerą, Polow da Don wyznał w wywiadzie dla magazynu Billboard: „Są dwie rzeczy, które musicie wiedzieć o Christinie Aguilerze – po pierwsze, dopóki tylko śpiewa, jest ona profesjonalnie wyszkolonym zwierzęciem, po drugie, zawsze dokładnie, całkowicie wie, czego chce”.
Tekst piosenki tematycznie zbliżony jest do treści singlowego przeboju wokalistki z 2003 „Can't Hold Us Down”'; porusza kwestię kobiecej siły. W utworze Aguilera naigrawa się z mężczyzn, znieważa ich, wymyślając im od „psów”, a także porównuje członki do bananów. W refrenie śpiewa: „Nienawidzę chłopców, lecz chłopcy mnie kochają; myślę, że są do niczego i moje przyjaciółki się ze mną zgadzają”. Charakterystyczne jest żeńskie skandowanie, słyszalne w tle utworu. Aguilera opisała „I Hate Boys” jako feministyczny hymn skierowany do mężczyzn, którzy dyskryminują kobiety i ich zaangażowanie w pracę.

## Wydanie singla
Utwór wydano jedynie w Australii i Nowej Zelandii, gdzie posłużył za drugi singel promujący szósty album Aguilery po inauguracyjnym „Not Myself Tonight” (ogółem „I Hate Boys” opublikowano jako czwarty, finalny singel). Informacje dotyczące wydania „I Hate Boys” jako singla 7 września 2010 roku potwierdził australijski oddział Sony BMG. 28 czerwca 2010 miała miejsce premiera utworu w australijskim radiu, a dwa miesiące później, 3 września, na łamach sklepu internetowego iTunes Store odbyła się fizyczna premiera singla w formacie digital download. W sprzedaży cyfrowej piosenkę udostępniono internautom australijskim i nowozelandzkim. Wydawnictwo pełniło funkcję singla promocyjnego. W ciągu tygodnia od swojej premierowej emisji radiowej „I Hate Boys” stało się drugim najczęściej odgrywanym utworem w przemyśle radiofonicznym Australii. W cotygodniowym notowaniu przebojów airplayowych tego kraju utwór objął pozycję #28. Ponadto piosenka objęła miejsca na dwóch azjatyckich listach przebojów: w Indonezji uplasowała się na dziewiątej pozycji notowania najpopularniejszych singli, a w Korei Południowej debiutowała na pozycji pięćdziesiątej pierwszej listy Gaon Top 100 Digital Songs. Na początku września 2010 w Internecie opublikowano rozszerzoną wersję utworu zatytułowaną „I Hate Boys 2.0". Czas jej trwania był dłuższy od wersji podstawowej o pięćdziesiąt cztery sekundy.

## Opinie
Zdaniem redaktorów serwisu the-rockferry.onet.pl, „I Hate Boys” to jedna z najlepszych kompozycji nagranych przez Aguilerę w latach 1997–2010.

### Recenzje
Krytycy muzyczni wydali utworowi mieszane recenzje. Portal Media Decay pochwalił kompozycję. Współpracujący z nim recenzent opisał ją jako „optymistyczną, zabawną piosenkę o beznadziejnych chłopcach”, a także jako utwór „zabawny, przebojowy i generalnie dobry”. Dodał, że „album (Bionic – przyp.) powinien obfitować w większą ilość kawałków tego typu”. Leslie Simon z MTV podsumowała piosenkę jako „przyszły, wielki antymęski hymn” oraz napisała: „(...) Utwór jest zabawnym, wysoce synthpopowym (...) hymnem na babski wieczór; przede wszystkim podoba mi się skandowanie żeńskiego gangu w tle.” Anna Szymla (megafon.pl) pisała w swej recenzji o „I Hate Boys” jako o utworze przebojowym, „skocznym, z nadającym się wykrzyczeć refrenem”. Łukasz Mantiuk (unnami.eu) okrzyknął utwór mianem „charakterystycznego protest songu”. Autor strony internetowej musicaddiction2.com wydał piosence mieszaną recenzję, uznając ją za „banalną, ale jednocześnie oferującą słuchaczom coś zupełnie innego niż pierwsza połowa albumu Bionic”. To most „I Hate Boys”, w którym Aguilera wykrzykuje tekst, docenił jako obiecujący. Zarazem melodię utworu podsumował jako mało odkrywczą.
Amanda Wishner (suite101.com), omawiając album Bionic, wymieniła tytuł „I Hate Boys” w ramach opisania rozczarowujących stron przedmiotu recenzji. Powołując się między innymi na rymy stworzone przez Aguilerę i współautorów piosenki, jej tekst uznała za banalny i przewidywalny. „Bądźcie przygotowani na uczucie zażenowania, gdy Aguilera zrymuje słowo ‘banan’ z ‘bananem’, w tym optymistycznym, feministycznym hymnie, lub kiedy uzna, że licky-licky, yum-yum (charakterystyczny fragment tekstu utworu „Woohoo”; lick to z ang. lizać, yum-yum jest anglojęzycznym odpowiednikiem kolokwializmu mniam-mniam – przyp.) jest wielką frazą, jeśli w ogóle można ją tak określić.” – napisała. Pamflecistka internetowego portalu Feminist Review, choć doceniła feministyczne zapędy artystki, „I Hate Boys” określiła mianem utworu „dzieciuchowatego, skierowanego ku młodocianej widowni”, a także jako „największą porażkę stylistyczną w dorobku Christiny”, dodając: „Świszcząca, zgrzytliwa produkcja i szydercza melodia sprawiają, iż wydaje się, że wokalistka depcze po piętach Katy Perry i Ke$hy.” Wielu krytyków, jak na przykład Margaret Wappler z Los Angeles Times, wypowiadało się o „I Hate Boys” jako o utworze niedojrzałym i niepasującym do wykonawczyni.

## Lista utworów singla
Australijski digital download
1. „I Hate Boys” – 2:24
2. „Not Myself Tonight” (Laidback Luke Radio Edit) – 3:39

## Twórcy
| - Główne wokale: Christina Aguilera - Producent: Jamal „Polow da Don” Jones - Autor: Christina Aguilera, Jamal „Polow da Don” Jones, Ester Dean, William Tyler, Bill Wellings, J.J. Hunter - Mixer: Jaycen Joshua - Nagrywanie: Brian Morton, Josh Mosser | - Asystent w nagrywaniu: Matt Benefield - Nagrywanie wokalu: Oscar Ramirez - Producent wokalu: Claude Kelly - Mixer: Jaycen Joshua - Asystent mixera: Giancarlo Lino |

## Pozycje na listach przebojów
| Kraj             | Notowanie (2010)       | Wydawca    | Najwyższa pozycja |
| ---------------- | ---------------------- | ---------- | ----------------- |
| Australia        | Top 100 Airplay        | AUM Report | 28                |
| Indonezja        | Official Singles Chart | LIMA       | 9                 |
| Korea Południowa | Top 100 Digital Songs  | Gaon Chart | 51                |
| Nowa Zelandia    | Official Airplay Chart | Radioscope | 12                |

## Historia wydania
| Region                    | Data            | Format           | Wytwórnia                |
| ------------------------- | --------------- | ---------------- | ------------------------ |
| Australia                 | 28 czerwca 2010 | airplay          | Sony Music Entertainment |
| Australia                 | 3 września 2010 | digital download | Sony Music Entertainment |
| Australia i Nowa Zelandia | 3 września 2010 | digital download | Sony Music Entertainment |